# Sammelbeere

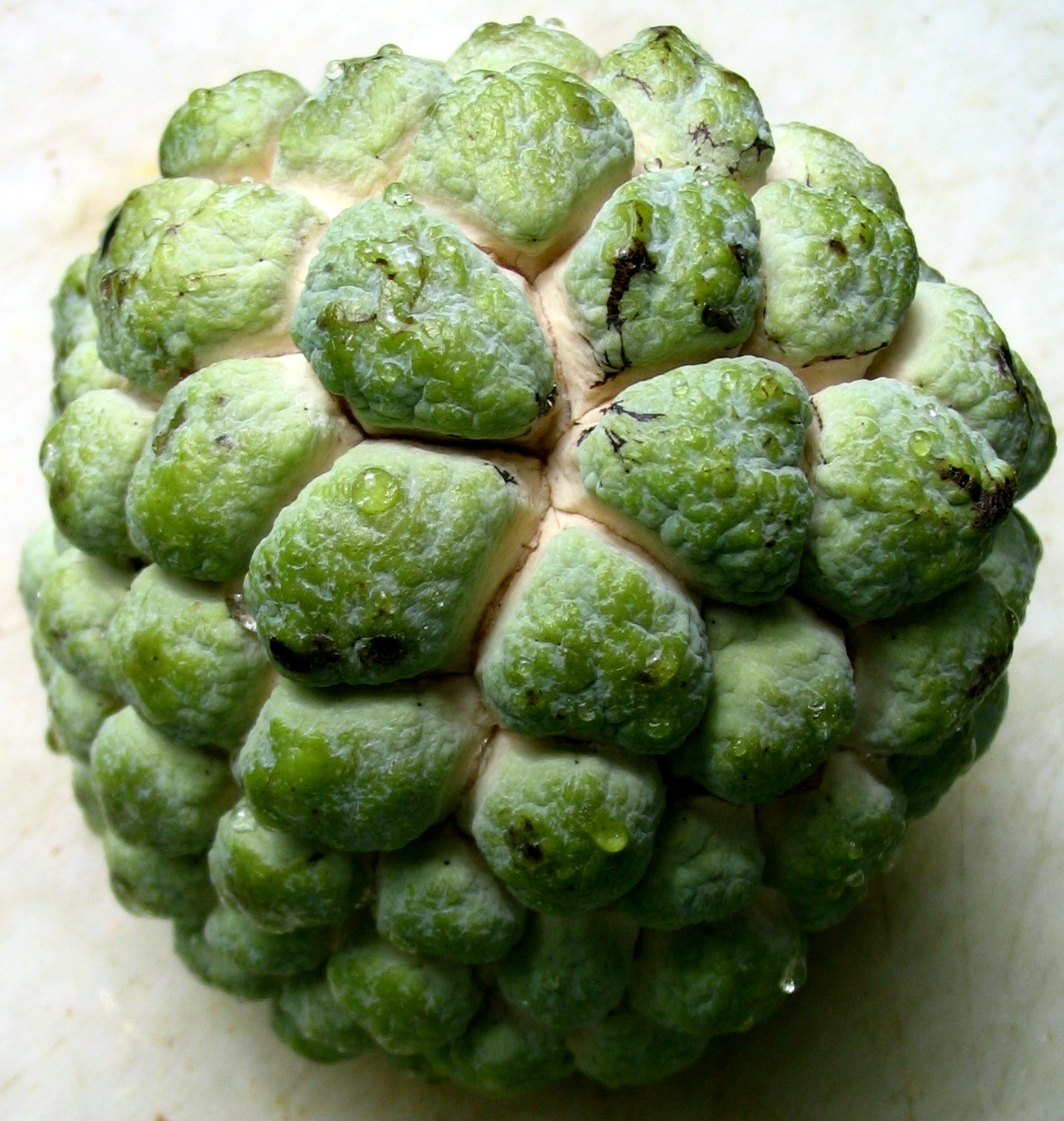
Der Zimtapfel (Annona squamosa) ist eine Sammelbeere.

Unter einer Sammelbeere versteht man eine aus mehreren Fruchtknoten einer Blüte gebildete Sammel-Schließfrucht, die jeweils eine saftige bis fleischige Fruchtwand (Perikarp) besitzen. Die benachbarten Einzelbeeren sind miteinander verwachsen, auch der Blütenboden wird oft in die Frucht einbezogen.
Sammelbeeren sind eher selten im Pflanzenreich zu finden, Beispiele sind einige Arten der Gattung Annona: die Cherimoya (Annona cherimoia), Stachelannone (Annona muricata), Netzannone (Annona reticulata) und der Zimtapfel (Annona squamosa) oder Arten der Gattungen Asimina oder Kadsura. 
Auch die Früchte der Kermesbeeren (Phytolacca) können als Sammelbeeren bezeichnet werden.